# Rullande trottoar

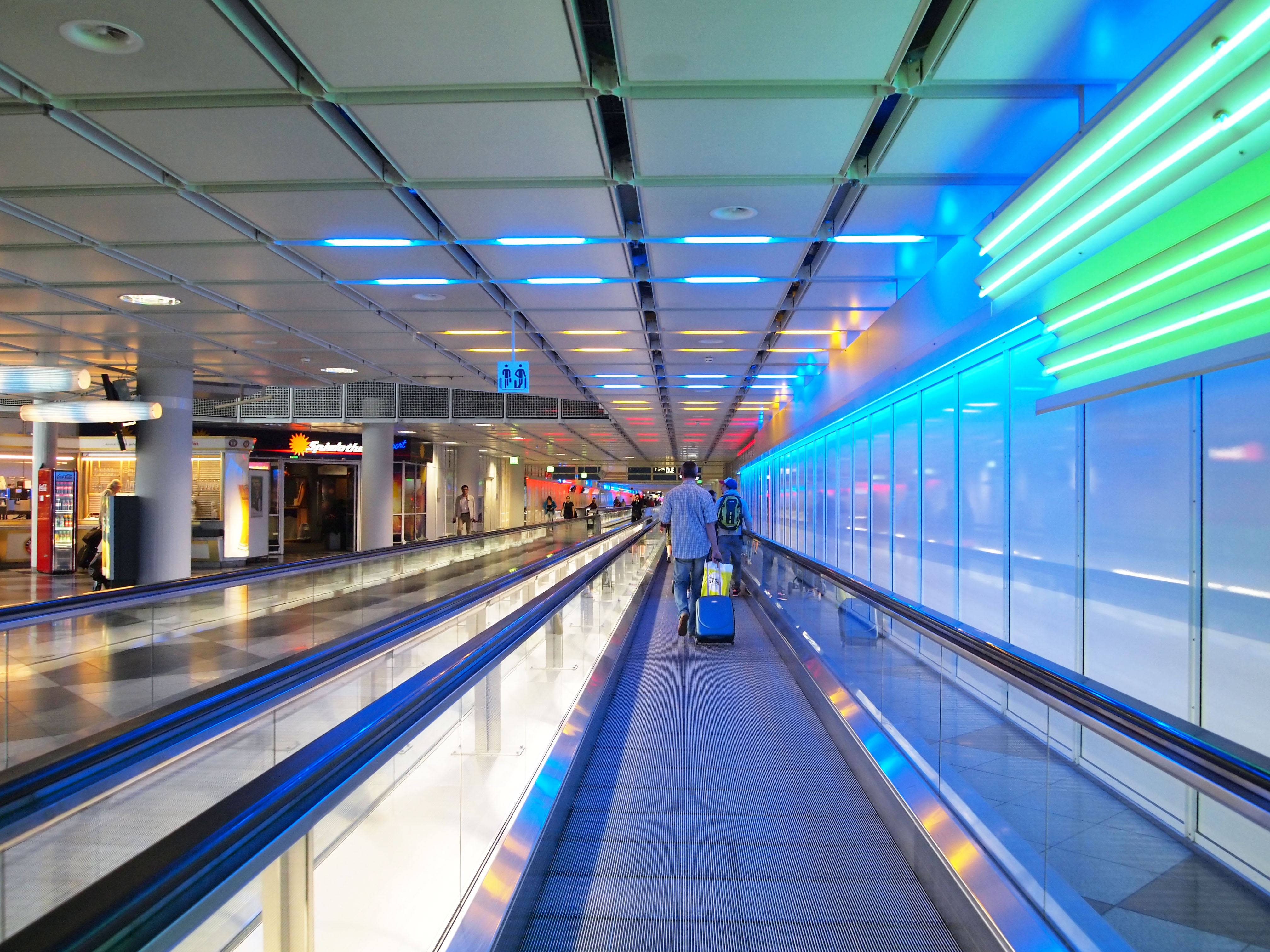
Rullband i Münchens flygplats

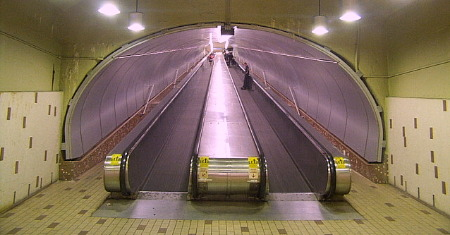
Rullband i Montréals tunnelbana

Ett rullband (även rullramp eller rullande trottoar) är ett transportmedel för personer. De liknar rulltrappor men är svagt lutande (rullramp) eller helt horisontella (rullande trottoar).

## Användningsområden
De finns bland annat på flygplatser, tunnelbanestationer och varuhus för att spara tid vid långa gångavstånd eller för att kunna ta med sig shoppingvagnen till olika våningar. De har antingen metallplattor ungefär som rulltrappor eller band av gummi. Hastigheten är runt 2-4 km/h. 
För att shoppingvagnarna inte skall rulla ner är hjulen utformade på så sätt att de låser sig fast i räflingen på rullbandet. Rullband är inte säkra för rullstolar eftersom deras hjul inte låser sig i bandets räflingen. Lutande rullband tar mycket mer plats än rulltrappor på grund av den svaga lutningsvinkeln som ligger mellan 10° och 12°.
Det finns snabbrullband med upp till 9 km/h (15 km/h har provats men avvisats), till exempel i Paris och Toronto. Då måste man ha något sätt att accelerera upp passagerarna, eftersom hastigheten i början och slutet bör vara högst 3-4 km/h.

## Exempel på installationer
I Sverige finns en lutande rullande trottoar på Arlanda flygplats (Sky City), samt på vissa shoppingcenter t.ex. Frölunda torg, detta för att möjliggöra vagnar för tunga väskor och kundvagnar. I Stockholms tunnelbana finns rullband bland annat på stationerna T-centralen (icke lutande), Fridhemsplan, Ropsten, Rådhuset samt Vårby gård (sistnämnda är av gummi, oklart om den är i drift).

## Olika ord
I svenska språket används flera ord för begreppet i samband med persontransporter, inklusive rullande trottoar, rullband och rullramp. Motsvarande installationer för transport av väskor, höbalar eller andra varor och föremål kan kallas transportband. Inom tillverkningsindustri används även benämningen processband (se även löpande bandet).